# Bjarte Engen Vik
Bjarte Engen Vik   (Tromsø, 3 de març de 1971) és un esquiador noruec, ja retirat, especialista en combinada nòrdica, que destacà durant la dècada del 1990.

## Biografia
Va néixer el 3 de març de 1971 a la ciutat de Tromsø, població situada al comtat de Troms.

## Carrera esportiva
Va participar en els Jocs Olímpics d'Hivern de 1994 realitzats a Lillehammer (Noruega), on aconseguí guanyar la medalla de plata en la prova per equips de la combinada nòrdica i la medalla de bronze en la prova individual d'aquesta disciplina. En els Jocs Olímpics d'Hivern de 1998 realitzats a Nagano (Japó) aconseguí guanyar la medalla d'or en les dues proves disputades, la prova individual i la prova per equips.
Al llarg de la seva carrera aconseguí guanyar la Copa del Món de combinada en dues ocasions en les temporades 1997/98 i 1998/99, amb un total de 24 victòries parcials. En el Campionat del Món d'esquí nòrdic aconseguí guanyar vuit medalles, entre ells cinc ors i tres plates. La seva reedició del títol mundial dels 15 km. individuals el 2001 es convertí en una gesta gairebé històrica, un fet que tan sols havia realitzat Oddbjørn Hagen els anys 1934 i 1935.
El 1997 va rebre la medalla Holmenkollen.